# معركة صيدا (1840)
كانت معركة صيدا بمثابة اشتباك بين القوات الأنجلو-النمساوية-العثمانية
والقوات المصرية. وانتهت باستيلاء الحلفاء على صيدا.

## الأسباب
اندلعت الحرب المصرية العثمانية الأولى (1831-1833) بين الدولة العثمانية من جانب، والجيش المصري نتيجة لرفض الباب العالي طلب محمد علي باشا والي مصر من الباب العالي الوفاء بوعده بتوليته على بلاد الشام، جزاء لجهوده هو وابنه إبراهيم باشا في حرب الاستقلال اليونانية التي تكبدت فيها الدولة العثمانية ومصر خسائر هائلة. استغل محمد علي هروب بعض الفلاحين المصريين إلى عكا ورفض عبد الله باشا والي عكا إعادتهم، فبدأت الحملة المصرية على الشام في أكتوبر 1831.
كجزء من الحرب المصرية العثمانية 1831-1833، استولى إبراهيم محمد علي باشا على عكا بعد حصار شديد في 27 مايو 1832. أدى الاحتلال المصري إلى اشتداد الخصومات بين الدروز والموارنة، حيث فضل إبراهيم باشا المسيحيين علنًا في إدارته وجيشه.  وفي عام 1840 نقل حاكم صيدا مقر إقامته إلى بيروت، مما جعلها فعلياً العاصمة الجديدة للإيالة.  وبعد العودة إلى الحكم العثماني عام 1841، طرد الدروز بشير الثالث الشهابي الذي منحه السلطان لقب الأمير.  وأثناء الحرب المصرية العثمانية 1839-1841، احتلت قوات محمد علي باشا صيدا مثل مُعظم سوريا العثمانية، ولقيت طموحاته مُعارضة الإمبراطورية البريطانية التي دعمت العثمانيون.

## المعركة
أراد الأدميرال ستوبفورد الاستيلاء على صيدا وعهد إلى الأدميرال نابير بهذه المهمة. كانت صيدا محمية بقلعة مسوره، بحيث لا يستطيع غزوها بكل بساطه لذلك بدأ نابير بقصف الاسوار عبر ثمان سفن لمدة 30 دقيقة. حاولت القوات الأنجلو-عثمانية الدخول مرتين، لكنها فشلت. كلف الأرشيدوق فريدريش بالهجوم على القلعة من الجهه الجنوبية، بينما كانت السفن لا تزال تطلق النار قام فريدريش أولاً بإنزال مفرزة، والتي تسلقت بسرعة أسوار القلعة، وبعد فترة وجيزة نزلت مفرزة ثانية على الرغم من نيران العدو القادمة من بعض المنازل. بعد أن تمركزت هذه الكتيبة، إلى جانب مفرزة من الإنجليز، كقوة احتياطية عند مدخل المدينة، تقدم الأرشيدوق فريدريش، على رأس الكتيبة الأولى وعدد قليل من الإنجليز، نحو القلعة الجبلية، التي وتسلقها جنوده. وبعد ذلك بوقت قصير وصلت إلى هناك مفرزة من الإنجليز الذين دخلوا المدينة من الشمال، بينما كانت القوات التركية تدخل من جهة القلعة المائية. بحلول الساعة السادسة بعد الظهر، تمكنوا من السيطرة على صيدا. وأسر 1500 مصري.

## مابعد المعركة
أراد الأدميرال ستوبفورد الاستيلاء على صيدا وعهد إلى الأدميرال نابير بهذه المهمة. كانت صيدا محمية بقلعة وسور. قصف نابير الساحة بثماني سفن لمدة 30 دقيقة. وفشلت القوات الأنجلو-عثمانية في الهبوط مرتين،  وكُلف الأرشيدوق فريدريش بالهجوم على القلعة الجنوبية بينما كانت السفن لا تزال تقصف، وقام أولاً بإنزال مفرزة تسلقت بسرعة مرتفعات الضفاف، وبعد فترة وجيزة هبطت مفرزة ثانية. تمركزت هذه المفرزات جنبًا إلى جنب مع مفرزة إنجليزية عند مدخل المدينة. قاد الأرشيدوق فريدريش الكتيبة الأولى نحو القلعة الجبلية، ودخلت مفرزة إنجليزية المدينة من الشمال، بينما كانت القوات التركية تدخل من جهة القلعة المائية.  وسيطروا على المدينة، وأسروا 1500 مصري. 
في عام 1842، قدمت الحكومة العثمانية نظام قائم مقام، حيث يحكم جبل لبنان معين ماروني، بينما يحكم الدروز المناطق الجنوبية في كسروان والشوف. وكلاهما تحت الحكم غير المباشر لمحافظ صيدا. ولاحقًا تبين أن تقسيم لبنان كان خاطئًا حيث زادت العداوات بين الطوائف الدينية، وبحلول عام 1860 أتجهت إلى عنف طائفي شامل. وفي الصراع اللبناني الذي أعقب ذلك عام 1860، قُتل آلاف المسيحيين في مذابح بلغت ذروتها بأعمال شغب دمشق في يوليو 1860.
بدأ العثمانيون التنقيب في مقبرة صيدا الملكية كثيرًا منذ عام 1887، ونقلوا كنوزها إلى إسطنبول (مثل تابوت الإسكندر).

### إلغاء نظام قائم مقاميتي
في أعقاب الاستنكار الدولي الذي سببته المجازر، أنزلت القوات الفرنسية في بيروت وألغى العثمانيون نظام قائم مقاميتي جبل لبنان وأنشأوا بدلًا منه متصرفية جبل لبنان، وهي منطقة ذات أغلبية مارونية يحكمها متصرف مسيحي غير لبناني. وكان السلف المباشر للنظام السياسي الذي استمر في السنوات الأولى بعد الاستقلال، أنهى الترتيب الجديد الاضطرابات وازدهرت المنطقة في العقود الأخيرة من حكم الإمبراطورية العثمانية.